# Вьё Пане
Вьё Пане (фр. Vieux Pané) — мягкий французский сыр, изготавливаемый из пастеризованного коровьего молока. Изготавливается фабричным способом компанией Bongrain в департаменте Майен. Имеет мытую корочку оранжевого цвета. Имеет деликатный аромат и слегка пикантный вкус.
Сыр «Вьё Пане» зреет 2 недели. Головка круглой формы имеет диаметр 25 см высоту 3,5 см и вес 2,3 кг.
К сыру «Вьё Пане» подходит вино из винограда сортов шардоне или совиньон блан.